# Nocturne City
Nocturne City ― второй мини-альбом французского музыканта Джеймса Кента, известного под псевдонимом Perturbator. Альбом был выпущен 2 августа 2012 года, а 24 июля 2015 был переиздан на лейбле BloodMusic. Данный альбом является классическим представителем жанра синтвейв, похожий на музыку из 80-х годов.

## История
В данном мини-альбоме музыкант впервые попробовал использовать футуристические мелодии в своих композициях. В интервью он признался, что в то время очень часто слушал саундтрек к фильму «Бегущий по лезвию», поэтому он надолго отложился у него в памяти. Джеймс решил создать альбом, похожий на этот саундтрек, но сделать его более агрессивным. После он задумал Nocturne City, как концептуальный альбом. Но Кент передумал и совместил то, чему научился, записывая альбом и его стиль прошлых творений. После выхода пластинки музыкантом заинтересовался создатель лейбла Blood Music, J. По его словам, он наткнулся на Nocturne City на форуме лейбла. Он ему очень понравился и J много раз пытался связаться с Джеймсом. Тот много раз отказывался, но затем согласился и попал в лейбл. Сам мини-альбом был переиздан на Blood Music в 2015 году. 
Спустя шесть лет одна из композиций данного альбома, «Welcome To The Nocturne City», попала в сборник B-Sides and Remixes, Vol. II.

## Об альбоме
Nocturne City является саундтреком к якобы вышедшему нуарному фильму. Действие происходит в 2084 году. Мини-альбом выполнен в жанре синтвейв, причём альбом выполнен в классической стилистике данного жанра. Песни Nocturne City различаются по длине и атмосфере, но все они написаны с использованием синтезаторов. После данной пластинке стиль Perturbator сместился в более мрачную сторону. Альбом был хорошо принят критиками. Было отмечено, что New Model, вышедший в 2017 году, очень похож на данный мини-альбом.

## Список композиций
| №  | Название                                                              | Длительность |
| -- | --------------------------------------------------------------------- | ------------ |
| 1. | «Intro (The Journey)»                                                 | 1:47         |
| 2. | «Welcome To The Nocturne City»                                        | 5:46         |
| 3. | «Fantasy»                                                             | 6:24         |
| 4. | «Night Business»                                                      | 4:49         |
| 5. | «There Is No Love Highway»                                            | 4:46         |
| 6. | «Vengeance (The Return Of The Night Driving Avenger)» (Бонусный трек) | 9:25         |